# تويوتا سبرينتر
- كورولا إي 120 (for Sprinter)
- Toyota Probox (for Sprinter van/business wagon)

1. ↑  "Information of Takaoka Plant (1966–2011)". Toyota. مؤرشف من الأصل في 2023-04-25.
2. ↑  "Toyota Sprinter wagon (E100)". Toyota. مؤرشف من الأصل في 2017-11-05.

Toyota Sprinter (Japanese: トヨタ・スプリンター Toyota Supurintā) ( اليابانية: トヨタ・スプリンター، Toyota Supurintā ) هي سيارة مدمجة تصنعها تويوتا كبديل لسيارة تويوتا كورولا . تم بيع سيارة Sprinter حصريًا في السوق المحلية اليابانية ، وكان الهدف منها أن تكون أكثر رياضية من شقيقتها كورولا وأيضًا استخدام صفائح معدنية مختلفة في الغالب على العمود C. تم بيع Sprinter حصريًا في متجر Toyota Auto Store (أعيدت تسميته إلى متجر Toyota Vista في عام 1980 ومتجر Netz في عام 1998) بينما تم بيع Corolla في متجر Toyota Corolla الذي يحمل اسمه، والذي ركز على السيارات الاقتصادية مقارنة بمتجر Vista الأكثر فخامة.
تتميز السيارة Sprinter بأنها تُستخدم كوسيلة أساسية لمشروعين مشتركين بين Toyota وجنرال موتورز في الولايات المتحدة، والمعروفة لدى جنرال موتورز باسم S-car . من عام 1984 إلى عام 1997، تم تصنيع أنواع مختلفة من Sprinter بواسطة NUMMI في فريمونت، كاليفورنيا ، المعروفة باسم شيفروليه نوفا (1984-1988) وجيو بريزم (1988-1997).
كان لكل جيل من كورولا شقيق سبرينتر مطابق، حتى تقديم سلسلة كورولا E120 في عام 2000. تم استبدال Sprinter بشكل غير مباشر بسيارة كورولا هاتشباك مُعاد تسميتها تسمى Allex ، والتي تم بيعها أيضًا في شبكة وكلاء Netz Store . بينما تم استبدال العربات التجارية بـ Probox .